# Kato Zodeia
Kato Zodeia (in greco (η) Κάτω Ζώδεια?; in turco Aşağı Bostancı) è un villaggio dell'isola di Cipro, situato a est di Morfou. De iure si trova nel distretto di Nicosia della repubblica di Cipro, de facto, in quello di Güzelyurt della repubblica di Cipro del Nord. Sino al 1974 il villaggio è sempre stato abitato esclusivamente da greco-ciprioti.
Nel 2011 Kato Zodeia aveva 3 317 abitanti.

## Geografia fisica
Kato Zodeia è il villaggio gemello di Pano Zodeia, ed è situato a cinque chilometri a sud-est della città di Morfou/Güzelyurt, e nel mezzo della pianura di Morfou.

## Origini del nome
In greco Zodeia significa "fantasma" o "strega. Nel 1975 i turco-ciprioti hanno cambiato il nome in Aşağı (inferiore) Bostancı. Bostancı in turco significa "giardiniere".

## Società

### Evoluzione demografica
Dal censimento ottomano del 1831 fino al 1974, i greco-ciprioti costituivano l'unico gruppo etnico presente nel villaggio. Durante il periodo britannico, la popolazione greco-cipriota del villaggio aumentò significativamente, da 566 abitanti nel 1891 a 2278 nel 1960.
Nell'agosto 1974, tutti i greco-ciprioti del villaggio fuggirono di fronte all'avanzata dell'esercito turco. Goodwin afferma che molte delle famiglie sfollate da Zodeia furono reinsediate a Kato Polemidia e Pano Polemidia. Il numero di greco-ciprioti sfollati da Kato Zodeia ammonta a circa 2900 (nel 1973  nel villaggio abitavano 2 894 persone).
Attualmente il villaggio è abitato principalmente da turco-ciprioti sfollati dal villaggio di Agios Ioannis nel distretto di Paphos. Ci sono anche alcune famiglie provenienti da vari altri villaggi di Paphos e Limassol, tra cui: Episkopi, Asomatos, Malia Silikou e Kantou nel distretto di Limassol; e Kidasi, Tera, Vretsia, Agios Georgios e Gialia/Yayla nel distretto di Paphos. Vivono a Kato Zodeia anche alcune famiglie provenienti dalla Turchia che si sono stabilite nel villaggio nel 1976-77. Durante la stagione della raccolta delle arance, il villaggio ospita anche molti lavoratori agricoli stagionali provenienti dalla Turchia. Essi sono di regola alloggiati in tende o in alloggi prefabbricati eretti appositamente per loro, di solito situati negli aranceti dove lavorano.

## Infrastrutture e trasporti

### Strade
Dal 2005 Kato Zodeia è sede di uno dei sei punti di controllo per transitare attraverso la Linea Verde. Dalla parte greca si trova il paese di Astromeritis.